# Подойницын, Иван Иванович
Иван Иванович Подойницын (1 января 1928 — 19 июня 2015) — советский и российский театральный деятель, директор Русского драматического театра в Якутске (1985—2007), почётный гражданин Якутска.

## Биография

### Ранние годы
Иван Подойницын родился 1 января 1928 года в селе Болотово (Забайкальский край) в крестьянской семье, у него был один брат и четыре сестры.
В 1935 году поступил в болотовскую начальную школу, в 1942 году окончил седьмой класс албазинской средней школы. Там же, в селе Албазино, Сковородинский район, Читинская область, в возрасте 14 лет начал трудовую деятельность. В 1942—1948 годах работал учеником, а позже — токарем МТС.
В 1948 году поступил в Благовещенское речное училище. С 1952 года — член КПСС. В 1953 году, окончив училище, получил направление в Якутск в Ленское пароходство, где был назначен диспетчером Якутского участка службы эксплуатации. Через год он стал инструктором промышленно-транспортного отдела Якутского горкома КПСС.

### Типография и партийная деятельность
В 1960 году в 33 года стал директором Якутской республиканской типографии.
27 апреля 1961 года исполком Якутского городского Совета депутатов трудящихся присвоил типографии имя Юрия Гагарина. В вестибюле типографии, на постаменте, был установлен его бюст. 25 мая 1962 года Совет Министров ЯАССР и Президиум ЯОСПС присвоил коллективу типографии первым в Якутии звание Предприятия коммунистического труда.
Заботясь о социальной сфере, Подойницын открыл детские ясли № 18, содействовал многим работникам в получении квартир.
В 1966 году поступил учиться в Якутский государственный университет на исторический факультет. Проработал два месяца в Госплане Якутии заведующим отделом транспорта и снабжения.
В 1967 году Горком КПСС назначил Подойницына заведующим отдела коммунального хозяйства якутского горисполкома. Он с первых дней принялся за обустройство инфраструктуры города: демонтаж старых зданий, высаживание деревьев, асфальтирование и ремонт дорог, установку памятников и прочее.
В июле 1971 года бюро Якутского горкома КПСС отозвало его в распоряжение горкома, а 13 июля его избрали главой Якутского обкома профсоюза рабочих автомобильного транспорта и шоссейных дорог. Подойницын пытался поднять статус рабочей профессии шофёра. Их стали выдвигать в органы местной власти, привлекать к управлению обществом.
Подойницын открыл ряд новых детских пионерских лагерей, санаториев, в том числе профилакторий «Берёзовая роща», где он, посадил 77 берёз.
За свою успешную деятельность в профсоюзах он был награждён знаком «Отличник профсоюзов СССР»
В 1960—1972 годах был членом Якутского горкома КПСС, три созыва — депутатом и два — членом исполкома Якутского горсовета депутатов трудящихся.

### Театр
1 ноября 1985 года Подойницын был назначен директором Русского драматического театра, занимал эту должность 22 года. С 1986 по 1989 год занимался восстановлением театра после пожара. Под его руководством, параллельно с отстройкой здания, театр продолжал давать представления в оборудованном под театр актовом зале «Якутгражданпроекта».
Высокие достижения театра были отмечены Министерством культуры РСФСР и ЯАССР. По итогам выполнения творческих и производственно-финансовых планов среди театрально-зрелищных предприятий Министерством культуры СССР и ЦК профсоюза работников культуры в 1986 году театру было присуждено второе место среди театров СССР. Каждый год вручалось переходящее знамя Обкома профсоюзов работников культуры. Успешно состоялись гастроли в Минске, Бобруйске, Хабаровске, Чите, Магадане, Усть-Каменогорске, Йошкар-Оле.
За время руководства Подойницына вышло 144 спектакля. Количество премьер колебалось от шести до девяти за год, две из них обязательно были для детей. Театр побывал: в 1992 и 1995 годах — на фестивалях русских театров в Йошкар-Оле со спектаклями «Яма» А. Куприна и «Дядя Ваня» А. Чехова, в 1994 году — на фестивале дальневосточных театров в Хабаровске со спектаклем «Три разговора» В. Соловьёва, в 2000 году стал лауреатом фестиваля театров Дальнего Востока «Благая весть» в Благовещенске со спектаклем «Одиссея инока Якутского» В. Фёдорова, в 2007 году — Дни Земли Олонхо в Москве, в ознаменование 375-летия вхождения Якутии в состав России с премьерой спектакля «Апостол государев» В. Фёдорова во МХАТе.
В 1992 году при театре был открыт якутский филиал школы-студии МХАТ им. В. И. Немировича-Данченко, подготовлено два выпуска «мхатовцев» и один выпуск молодых актёров уже Арктического государственного института культуры и искусств.
Под руководством Подойницына и благодаря его работе, в 1998 году театр стал называться «Академический». По инициативе Подойницына 23 апреля 1999 года театру присвоено имя А. С. Пушкина, а 6 июня 1999 года в честь 200-летия со дня рождения поэта в сквере театра был установлен бронзовый бюст Пушкина. С того времени началась ежегодная традиция «Пушкинских чтений» у памятника поэту, отмечается Пушкинский день России и День русского языка.
Во время предвыборной кампании первого президента Якутии М. Е. Николаева, Подойницын был его доверенным лицом.
Подойницын был награждён медалью «За доблестный труд в Великой Отечественной войне 1941—1945 гг.», «Медалью Пушкина», знаками «Отличник профсоюзов СССР» и «Отличник культуры СССР», ему было присвоено звание «Заслуженный работник народного хозяйства РС (Я)», он являлся почётным гражданином города Якутска и Республики.

### Смерть и память
Умер 19 июня 2015 года, на пять лет пережив свою супругу Кутовую Екатерину Валерьяновну. Прощание состоялось 22 июня в здании театра. Осталась дочь Ирина, доктор социологических наук.
8 ноября 2016 года на доме, в котором провёл остаток жизни Иван Подойницын, установлена мемориальная табличка скульптора Н. Чачоссова.
С 7 по 30 мая 2018 года к 90-летию со дня рождения Ивана Подойницына Якутский государственный музей истории и культуры народов Севера им. Е. Ярославского провёл выставку «Рожденный под бой курантов».
23 июня 2019 года по ходатайству дочери Ирины Подойницыной при поддержке Министерства культуры и духовного развития Якутии, Якутской городской думы и ГАРДТ им. А. С. Пушкина, переулок по проспекту Ленина слева от театра был назван именем Ивана Подойницына.